# Hans Wilhelm Kirchhof
Hans Wilhelm Kirchhof(f) (* 1525 in Kassel?; † 30. September 1605, frühere Annahmen 1602 oder 1603 auf Schloss Spangenberg) war ein deutscher Landsknecht, Burggraf, Forstmann, barocker Dichter und Übersetzer.

## Eltern und Familie
Er war der Sohn von Peter Kirchhof, der Peter von Halle genannt wurde und vermutlich in Halle geboren wurde. Peter Kirchhof begleitete 1521 den jungen Landgrafen Philipp den Großmütigen zum Reichstag zu Worms. Landgraf Philipp ernannte Peter Kirchhof 1533 zum Schultheissen in Felsberg (Hessen) und 1533 zum Schultheissen und Förster von Wanfried bei Eschwege. 1544 beförderte er ihn zum Oberförster des Niederfürstentums, und in dieser Funktion beaufsichtigte Kirchhof den Reinhardswald, Habichtswald, Seulingswald, Kaufunger Wald und weitere Wälder des Niederfürstentums. Er starb am 9. Januar 1561.
Peter Kirchhof war verheiratet mit Barbara. Aus der Ehe stammen neben Hans Wilhelm eine Tochter namens Katharina Kirchhof und der kränkliche Sohn Peter Kirchhof, der ein bekannter barocker Maler wurde. Barbara starb am 2. Dezember 1561. Die Eltern lebten in bescheidenem Wohlstand und ermöglichten ihren Kindern eine solide Erziehung und eine umfangreiche Bildung.
Hans Wilhelm Kirchhof war in erster Ehe mit Margarethe verheiratet, die am 15. Dezember 1576 in Kassel starb. In zweiter Ehe war er mit Margarethe Stuckenrad verheiratet, mit der er neun Kinder hatte.

## Soldatenleben
1535 vermittelte er erste Einblicke in sein Leben in der Militärschrift Militaris Disciplina und berichtete über sein Elternhaus. 1540 besuchte Hans Wilhelm Kirchhof die Schule in Eschwege. In Kassel war Petrus Nigidius sein Lehrer, der ab 1539 Rektor in Kassel war. Ob Kirchhof in diesem Jahr, oder erst nach seiner Eschweger Schulzeit, bei Nigidius unterrichtet wurde, lässt sich nicht mehr zweifelsfrei feststellen. Er las während seiner Schulzeit von den Heldentaten der römischen Feldherren Julius Caesar und Titus und verließ schon frühzeitig die Schule, um sein Streben nach militärischen Auszeichnungen zu stillen.
„Meine angefangene studia zu seponieren [abbrechen] ein will an Nagel zu hencken und in das
Kriegsleut Leben zu verwechseln [überwechseln]“
Wahrscheinlich ermöglichte es Landgraf Philipp ihm, seine ersten Kriegserfahrungen zu sammeln. 1543 wurde Kirchhof urkundlich in Dresden erwähnt. Es könnte sein, dass er wiederum eine Schule besucht, da er selbst in der Mititaris Disciplina berichtet, dass er seinen Schulbesuch einige Zeit aussetzte und an verschiedenen Orten außerhalb Hessens unterrichtet wurde. 1545 tauchte er in Nürnberg auf. Als Herzog Heinrich von Braunschweig versucht, sein verlorenen gegangenes Land wiederzuerlangen, beginnt Landgraf Philipp im September 1545 eine umfangreiche Mobilmachung. Kirchhof war in dieser Zeit vermutlich als Werber für Soldaten und Musterungsschreiber für Landgraf Philipp tätig.
Kirchhof wurde dann Landsknecht und verblieb seit seiner ersten Erwähnung als Bamberger Landsknecht jahrelang dem Soldatenleben treu. Von 1545 bis zu seiner Entlassung im Herbst 1554 nahm er an zahlreichen Belagerungen, Kriegszügen und Gefechten in Deutschland und Frankreich teil, meist im Dienst von Landgraf Philipp. Er war Anhänger der protestantischen Grundhaltung, die er überzeugt unterstützte. 1546 nahm er an dem Krieg von Landgraf Philipp und des Kurfürsten Johann Friedrich von Sachsen gegen Kaiser Karl V. teil. Nach der Niederlage des protestantischen Heers und der Festnahme und Gefangenschaft Landgraf Philipps zog er in die Schweiz und war dann im französischen Dienst als Landsknecht tätig, so u. a. im Feldlager Saint-Étienne-du-Mont vor Boulogne-sur-Mer in der Picardie, das von Engländern belagert wurde. Im Jahr 1550 kehrte er nach Deutschland zurück und diente der Stadt Braunschweig anlässlich der Belagerung durch Herzog Heinrich d. J. von Braunschweig. Er wurde verwundet und entging nur knapp dem Pesttod. Am 19. Dezember 1550 nahm er eher unwillig an der Belagerung Magdeburgs durch den Kurfürsten Moritz von Sachsen und Herzog Georg von Mecklenburg teil. 1551 kehrte er nach Braunschweig zurück und war wiederum Werber. Im Februar 1552 lebte er kurzzeitig in Kassel, um dann wieder in französische Dienste zu wechseln.
Kirchhof beteiligte sich an der Befreiung des von Karl V. gefangen gehaltenen Landgrafen Philipp, unter Führung von König Heinrich II. und Kurfürst Moritz von Sachsen. Danach nahm er an der Belagerung und Erstürmung von Chateau Conte an der französisch-flämischen Grenze teil und hielt sich danach bis zum Januar 1553 in Amiens auf. Im Krieg der Bischöfe von Würzburg und Bamberg und der Stadt Nürnberg gegen Albrecht von Brandenburg-Kulmbach nahm er als Landsknecht teil. Nachdem im Herbst 1554 der Bischof von Würzburg seine Soldaten entlassen hatten, beendete auch Kirchhof seine Landsknechtszeit.
Sein Anliegen im Kriege war: „… der Warheit beyzustehen/Gerechtigkeit zu handthaben/Wittwen und Waysen zu schützen und beschirmen.“

## Literat
Im Winter 1554 studierte er vermutlich an der Philipps-Universität in Marburg an der Lahn. Nachweisbar durch das Universitätsmatrikel ist er jedoch nicht. 1555 kehrte er nach Kassel zurück und wurde auf Grund seiner Sprachgewandtheit und seiner reichhaltigen Erfahrung von Landgraf Philipp für diplomatische Aufträge eingesetzt. Während eines Botenritts nach Frankreich wurde er in Luxemburg gefangen genommen und erst nach einem Monat freigelassen. 1558 und Anfang 1559 unternahm er mehrere Reisen im Auftrag von Landgraf Philipp nach Paris.
Ab 1560 wählte er als ständigen Wohnsitz Kassel. Er nahm an keinerlei weiteren Kriegszügen und Botenritten teil. Nach dem Tod seiner Eltern 1561 konnte er sich nicht mit seiner Schwester Katharina über die Erbregelung des Nachlasses einigen, und es kam 1564 beim Hofgericht in Marburg zu einem Prozess, der erst 1571 beigelegt werden konnte. 1563 erschien der erste Band seiner Wendunmuht. Seit 1569 trat Kirchhof als Mühlenmeister und Bürger in Kassel in Erscheinung.
1584 ernannte Landgraf Wilhelm IV. ihn zum Burggrafen auf dem Schloss Spangenberg in Hessen. Er heiratete in zweiter Ehe Margarethe Stuckenrad und hatte mit ihr neun Kinder. Neben seiner Tätigkeit als Burggraf betätigte er sich auf Schloss Spangenberg schriftstellerisch. Von 1584 bis 1605 verfasste er den Rest seiner Wendunmuhth. Er starb im Alter von ungefähr 80 Jahren.

## Werke
Hans Wilhelm Kirchhof hinterließ eine reichhaltige und vielseitige Sammlung von Werken. Der Ausläufer der Schwanksammlungen des 16. Jahrhunderts gibt selbst die Anzahl seiner gedruckten und handschriftlichen Werke mit mehr als 60 an. Eigentlich wollte Kirchhof nur eine Übersetzung der lateinisch verfassten Facetien des Humanisten Heinrich Bebel anfertigen, die er 1555 von seinem Freund Georg Otterler erhalten hatte. Die Übersetzung charakterisierte er wie folgt: „Nicht eben von wort/ sondern nach dem sich’s in unserem Teutschen am besten meinem verstand nach schicken wollte/sie vertieret (übertragen).“
Kurz darauf verlor die Sammlung den Charakter einer Übersetzung und wurde zur eigenständigen Schwank-, Anekdoten- und Geschichtensammlung Wendunmuth. Bemerkenswert ist der hohe Anteil von Tierfabeln und Sprichwörtern. Er verwendete mündliche Überlieferungen, Geschichten aus der Antike, Deutschland und Italien und erstmals auch aus dem Französischen. Schon während der Frankfurter Fastenmesse 1569 wurden 118 Exemplare durch den Frankfurter Buchhändler Michael Harder verkauft.
1602 erschien seine Militaris Disciplina, in der er an seine langjährigen militärischen Erfahrungen als Landsknecht erinnerte. Die Schrift wurde ebenfalls auf Schloss Spangenburg verfasst. In einer moralischen Altersweisheit äußerte er sich negativ über den Wesenszug des Kriegs – „… das gräulich wütendt Ubel“ – und beschrieb darüber hinaus Festungsbau, Festungskrieg und sein elfjähriges abenteuerliches Landknechtsleben im Reformationszeitalter.
Wendunmuth war eine Quelle für Jacob Grimms Grimmsche Märchen- und Sagensammlung (KHM 168, 174, 177).

### Originale (Auszug)
- Wendunmut, auch Wendunmuth von 1563
- 5 Gelegenhetsschriften traurige und freudige Ereignisse aus dem Leben der hessischen Landgrafenfamilie 1564
- Militaris Disciplina von 1602
- Schatztruhen (verloren)
- Kommentarien des Geschichtsschreibers Philipp von Commines (Übersetzung, verloren)
- Hessisches Bühnenspiel vom Bauernkriege von 1570 (mutmaßlicher Verfasser)

### Neuere Ausgaben
- Kleine Schriften. (= Bibliothek des Literarischen Vereins in Stuttgart; Band 302). Anton Hiersmann Verlag, Stuttgart 1981
- Militaris Disciplina. (= Bibliothek des Literarischen Vereins in Stuttgart; Band 298). Anton Hiersemann Verlag, Stuttgart 1976
- Wendunmuth. (= Bibliothek des Literarischen Vereins in Stuttgart; Band 95 ff.). Olms, Hildesheim u. New York 1980